# Lizong
El Emperador Lizong (理宗) (26 de enero de 1205, Imperio Song del Sur - 16 de noviembre de 1264) era el 14 emperador de la Dinastía Song de China, y el quinto emperador de la Song del Sur. Su nombre personal era Zhao Yun (赵 昀). Reinó desde 1224 hasta 1264. Su nombre del templo significa "antepasado razonable". A pesar de ser descendiente del emperador Taizu, fundador de la dinastía Song, y considerado como parte de la familia real Song, Lizong no estaba en la línea de sucesión al trono, porque su familia no tenía un estatus político. Shi Miyuan (史弥远), quien era el canciller del estado durante muchos años, colaboró con la emperatriz Yang y Zhao Yun fue llevado al trono.
El largo reinado de Lizong de cuarenta años, hizo poco para mejorar la situación de China. Lizong no estaba interesado en los asuntos gubernamentales, y en la primera década de su gobierno, la corte estaba dominada por los clanes consortes y los eunucos. Él delegó los asuntos de estado en manos de sus ministros, en particular de Shi Miyuan, que actuó como gobernante de facto en ausencia del emperador Lizong. Después de la muerte de Shi en 1233, Lizong asumió brevemente la autoridad plena, pero de nuevo abandonó rápidamente la responsabilidad de gobernar, y delegó en su primer ministro Ding Da Quan para dedicarse a las diversiones. Se dijo que Lizong frecuentaba burdeles e invitaba a prostitutas a palacio, pese a la firme oposición de sus leales ministros.
Durante el reinado de Lizong tuvieron lugar notables acontecimientos, como la desaparición de la dinastía Jin en 1234, que fue arrasada por las fuerzas conjuntas de los mongoles y la dinastía Song del sur. Los Jin habían luchado en múltiples guerras contra los Song durante décadas, antes de ser conquistados por los mongoles. Sin embargo, en 1259, los mongoles se volvieron contra los Song del sur, y éstos se vieron obligados a capitular y a cederles todos los territorios al norte del río Yangtse. En 1279, los mongoles finalmente conquistaron toda China.
Lizong murió sin hijos y fue sucedido por su sobrino, el emperador Duzong.